# Шейхов, Руслан Шамильевич
Руслан Шамильевич Шейхов (род. 4 июня 1977, город Махачкала, Дагестанская АССР, СССР) — российский и белорусский борец вольного стиля, многократный призёр чемпионатов мира, серебряный призёр чемпионата Европы. Чемпион Белоруссии (2011) в весе до 120 кг. Заслуженный мастер спорта Республики Беларусь (2011). Уроженец села Кучраб Чародинского района Дагестана